# Трейсі-Сіті (Теннессі)
Трейсі-Сіті (англ. Tracy City) — місто (англ. town) в США, в окрузі Ґранді штату Теннессі. Населення — 1406 осіб (2020).

## Географія
Трейсі-Сіті розташоване за координатами 35°15′50″ пн. ш. 85°45′13″ зх. д. / 35.26389° пн. ш. 85.75361° зх. д. (35.263958, -85.753688).  За даними Бюро перепису населення США в 2010 році місто мало площу 12,72 км², з яких 12,62 км² — суходіл та 0,10 км² — водойми.

## Демографія
Згідно з переписом 2010 року, у місті мешкала 1481 особа в 632 домогосподарствах у складі 420 родин. Густота населення становила 116 осіб/км².  Було 707 помешкань (56/км²).
Расовий склад населення:
| - 97,9 % — білих - 1,0 % — корінних американців - 0,1 % — чорних або афроамериканців - 0,1 % — азіатів |

До двох чи більше рас належало 0,9 %. Частка іспаномовних становила 0,6 % від усіх жителів.
За віковим діапазоном населення розподілялося таким чином: 20,0 % — особи молодші 18 років, 60,1 % — особи у віці 18—64 років, 19,9 % — особи у віці 65 років та старші. Медіана віку мешканця становила 43,6 року. На 100 осіб жіночої статі у місті припадало 98,0 чоловіків;  на 100 жінок у віці від 18 років та старших — 93,6 чоловіків також старших 18 років.
Середній дохід на одне домашнє господарство  становив 46 421 долар США (медіана — 23 750), а середній дохід на одну сім'ю — 46 526 доларів (медіана — 31 842). Медіана доходів становила 26 708 доларів для чоловіків та 32 841 долар для жінок. За межею бідності перебувало 32,9 % осіб, у тому числі 37,4 % дітей у віці до 18 років та 29,1 % осіб у віці 65 років та старших.
Цивільне працевлаштоване населення становило 460 осіб. Основні галузі зайнятості: виробництво — 21,7 %, освіта, охорона здоров'я та соціальна допомога — 19,1 %, мистецтво, розваги та відпочинок — 13,3 %, будівництво — 11,1 %.